# Джонсон-Сити (Теннесси)
Джонсон-Сити (англ. Johnson City) — город в США в округах Салливан, Картер и Вашингтон штата Теннесси.
Расположен на северо-востоке штата, в долине в южных Аппалачах, примерно в 160 км к северо-востоку от Ноксвилла и к западу от Элизабеттона. Этот район был заселён в 1760-х годах. Первоначально входивший в состав Северной Каролины, он был включён в Уотогскую республику, форму самоуправления, организованную в 1772 году, а несколько лет спустя стал частью недолго просуществовавшего штата Франклин. После появления железной дороги East Tennessee and Virginia Railroad в середине 1850-х годов поселение выросло вокруг железнодорожной станции и получило название «Депо Джонсона», по имени Генри Джонсона, одного из первых поселенцев и почтмейстера, а позднее первого мэра города. В 1859 году город был переименован в Хейнсвилл в честь Лэндона К. Хейнса, впоследствии сенатора Конфедерации, но в 1861 году был переименован в честь Джонсона.
Экономика основана на сельском хозяйстве (животноводство, кукуруза [маис] и табак), услугах (включая здравоохранение, финансы и телемаркетинг) и производстве (включая водонагреватели, электронику, отопительное оборудование и автомобильные запчасти). Медицинский центр по делам ветеранов имени Джеймса Х. Куиллена (известный как Горный Дом) включает в себя озеро и кладбище. В городе находится университет штата Восточного Теннесси (1911). Северная часть Национального леса Чероки находится к югу и западу. Недалеко от города находятся Роки-Маунт, отреставрированная столица территории XVIII века, и историческое место Типтон-Хейнс, дом XVIII века, в котором есть музей и пещера. Аппалачская региональная ярмарка проводится в августе в соседнем Грей. Инкорпорирован в 1869 году. Население в 2000 году — 55 469; агломерация Джонсон-Сити — 181 607; в 2010 году — 63 152; агломерация Джонсон-Сити — 198 716.